# Noreppa
Noreppa es un género monotípico de lepidópteros perteneciente a la familia  Nymphalidae. Su única especie: Noreppa chromus (Guérin-Ménéville, 1844), es originaria de  Colombia, Bolivia, Venezuela, Perú y Argentina. 